# Elektrolumineszcencia
Az elektrolumineszcencia optikai és elektromos jelenség, ahol egy anyag fényt bocsát ki elektromos áram vagy elektromos mező hatására. Ezt meg kell különböztetni a feketetest-sugárzástól, amely hő hatására történik, valamint a kemilumineszcenciától, a szonolumineszcenciától és más hatásra történő fénykibocsátás jelenségeitől.

## Mechanizmusa
Az elektrolumineszcencia az anyagban, főként félvezetőkben lévő elektronok és lyukak radiatív rekombinációjának következménye. A gerjesztett elektronok energiakibocsátása fény formájában történik. A rekombinációt megelőzően az elektronok és lyukak elkülönülnek vagy az anyag szennyezése miatt és p-n átmenetet képeznek (például félvezető elektrolumineszcens anyagoknál, mint a LED esetén), vagy az erős elektromos tér hatására történő gerjesztés miatt. (mint például foszforos elektrolumineszcens képernyőknél).

## Példák az elektrolumineszcens anyagokra
Az elektrolumineszcens eszközök vékonyréteg, szerves vagy szervetlen anyagokat használnak. A vékonyréteg anyagok félvezetőkből és szennyező anyagokból állnak. A szennyező anyagok határozzák meg az elektrolumineszkáló eszköz színét. A félvezetőnek elegendő sávszélességgel kell rendelkeznie, hogy a látható fény kibocsátása megtörténjék. 
A legtipikusabb szervetlen vékonyréteg elektrolumineszcens anyag a ZnS:Mn, mely sárgás-narancssárgás színű fényt emittál.
További elektrolumineszcens anyagok:
- Cinkszulfid por rézzel vagy ezüsttel szennyezve
- Vékonyréteg film cinkszulfid, mangánnal szennyezve
- Természetes gyémánt, bórral szennyezve
- Félvezetők, mint az InP, GaAs, GaN
- Szervetlen félvezetők

A legáltalánosabban alkalmazott elektrolumineszcens eszközök elektrolumineszcens porból (főként világítási célra) vagy vékonyréteg filmből (többnyire információs kijelzőknél) készülnek.
Gépjármű műszereknél a háttérvilágításra 1960 óta használnak elektrolumineszcens anyagokat, az első ilyen műszerek a Chrysler és Imperial személyautókban használták.
Azóta számos helyen alkalmazzák elektrolumineszcens eszközöket.
Az Apollo űrhajó irányító számítógépén is elektrolumineszcens monitort használtak.
Porból készült foszforalapú elektrolumineszcens paneleket gyakran használnak LCD-knél háttérvilágításra. A háttérvilágításra alkalmazott elektrolumineszcens eszköz kis fogyasztású és biztosítja a monitorok kellemes nézetét. A kis fogyasztás miatt hordozható eszközöknél is jól használható és az általánosan alkalmazható zöldes fényt ad.

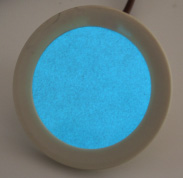
Elektrolumineszcens éjjeli-fény lámpa

Viszonylag magas feszültségre van szükség (60 – 600 V). Elemmel működtetett eszközöknél ezt egy konverter biztosítja, míg a nem hordozható eszközök az elektromos hálózatról működnek. Az elektrolumineszcens, éjjeli fényt adó lámpák is így működnek. A  fényesség a feszültséggel és a frekvenciával arányos.
Vékonyréteg foszforalapú elektrolumineszcens eszközt először 1980-ban hoztak kereskedelmi forgalomba: Sharp (Japán), Finlux (Finnország), Planar System (USA). Hosszú élettartamú, sárgás fényt értek el mangánnal szennyezett cink-szulfid anyaggal. Ezzel a megoldással orvosi- és autó műszereket készítettek (Timex, USA).

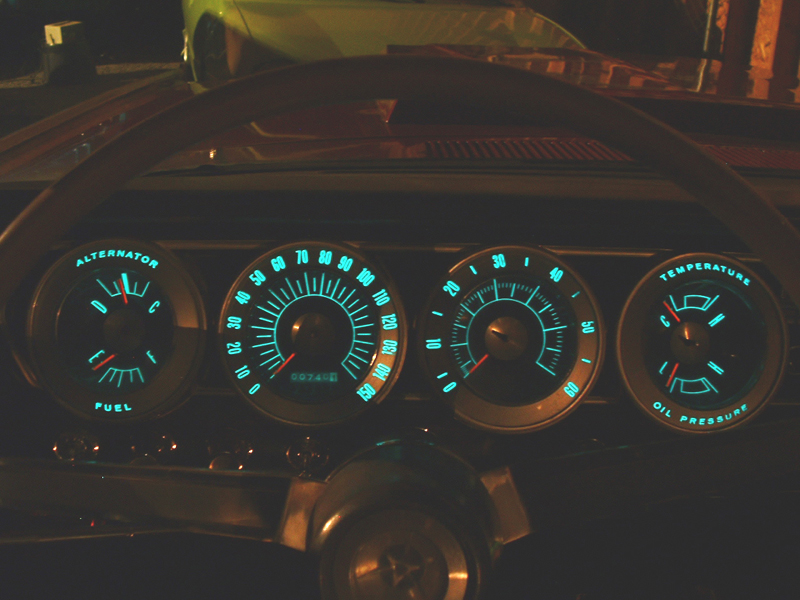
Elektrolumineszcens autó műszerfal

A későbbiekben kék, vörös és zöld színt emittáló vékonyréteg elektrolumineszcens anyagokat fejlesztettek ki, melyek hosszú élettartamú, teljes-színű képernyők gyártását tették lehetővé. 
A Timex (USA) 1992-ben elektrolumineszcens órákat is forgalomba hozott.
Az elektrolumineszcens anyag két elektróda között helyezkedik el, és legalább az egyiknek átlátszónak kell lennie, hogy a keletkező fény látszódjon. Az elülső, átlátszó  elektróda általánosan az üvegborítású indium-oxid vagy ón-oxid. A hátsó elektróda tükröző fémmel van bevonva. A képernyők elsődlegesen passzív eszközök, de hasonlóan az LCD trendhez, megjelentek az aktív mátrixos elektrolumineszcens eszközök (AMEL), ahol egy helyi áramkör látja el az egyes pixeleket feszültséggel. Az AMEL képernyők felbontása 1280x1024, hüvelykenként (inch) 1000-nél több vonallal.
Az elektrolumineszcens technológiára az alacsony fogyasztás jellemző, szemben más világítási megoldásokkal, mint például a neon vagy a fluoreszkáló lámpák. Ehhez járul hozzá, hogy az elektrolumineszcens eszközök vékonyak és ezért hirdetési célokra előnyt élveznek. A jellemző elektrolumineszcens eszközök a hirdetési táblák, felületek. Az eszközöket egyszerűen lehet vezérelni, dinamikusabb hirdetési lehetőségeket nyújt, mint a tradicionális eszközök. Egy elektrolumineszcens film egy úgynevezett lambertiánus sugárzó, ami azt jelenti, hogy a felület fényessége minden irányból azonos, szemben a neonnal, szálizzókkal és a LED-ekkel. Az elektrolumineszcens fény nem irányított, ezért nehéz a fény erősségét a megszokott lumen vagy lux mértékegységekben mérni. A kisugárzott fény teljesen homogén, és monokromatikus (egy frekvencián sugároz), keskeny sávszélességben, nagy távolságban is látható.
Elvileg bármilyen szín kialakítható elektrolumineszcens eszközöknél. Az általánosan használt szín a zöldes árnyalat, mivel ez felel meg a legjobban az emberi szem érzékenységének. A neonnal és a fluoreszkáló lámpákkal ellentétben az  elektrolumineszcens lámpák nem negatív ellenállású eszközök, ezért nem igényelnek extra áramszabályozót.